# Premi de la Pau del Comerç Llibreter Alemany
El Premi de la Pau del Comerç Llibreter Alemany, oficialment i en alemany Friedenspreis des Deutschen Buchhandels és un premi de la pau internacional. S'atorga anualment durant la Fira del Llibre de Frankfurt a persones, arran del seu treball literari, científic i artístic per a la realització de la idea de la pau. Està dotat amb 25.000 €.

## Guardonats
| Jahr | Guanyador                                                | Laudator                                     |
| ---- | -------------------------------------------------------- | -------------------------------------------- |
| 1950 | Max Tau                                                  | Adolf Grimme                                 |
| 1951 | Albert Schweitzer                                        | Theodor Heuss                                |
| 1952 | Romano Guardini                                          | Ernst Reuter                                 |
| 1953 | Martin Buber                                             | Albrecht Goes                                |
| 1954 | Carl Jacob Burckhardt                                    | Theodor Heuss                                |
| 1955 | Hermann Hesse                                            | Richard Benz                                 |
| 1956 | Reinhold Schneider                                       | Werner Bergengruen                           |
| 1957 | Thornton Wilder                                          | Carl Jacob Burckhardt                        |
| 1958 | Karl Jaspers                                             | Hannah Arendt                                |
| 1959 | Theodor Heuss                                            | Benno Reifenberg                             |
| 1960 | Victor Gollancz                                          | Heinrich Lübke                               |
| 1961 | Sarvepalli Radhakrishnan                                 | Ernst Benz                                   |
| 1962 | Paul Tillich                                             | Otto Dibelius                                |
| 1963 | Carl Friedrich von Weizsäcker                            | Georg Picht                                  |
| 1964 | Gabriel Marcel                                           | Carlo Schmid                                 |
| 1965 | Nelly Sachs                                              | Werner Weber                                 |
| 1966 | Augustin Bea und Willem Adolf Visser ’t Hooft (zusammen) | Paul Mikat                                   |
| 1967 | Ernst Bloch                                              | Werner Maihofer                              |
| 1968 | Léopold Sédar Senghor                                    | François Bondy                               |
| 1969 | Alexander Mitscherlich                                   | Heinz Kohut                                  |
| 1970 | Alva Myrdal und Gunnar Myrdal (zusammen)                 | Karl Kaiser                                  |
| 1971 | Marion Gräfin Dönhoff                                    | Alfred Grosser                               |
| 1972 | Janusz Korczak (posthum)                                 | Hartmut von Hentig                           |
| 1973 | Club of Rome                                             | Nello Celio                                  |
| 1974 | Frère Roger                                              | keine Laudatio                               |
| 1975 | Alfred Grosser                                           | Paul Frank                                   |
| 1976 | Max Frisch                                               | Hartmut von Hentig                           |
| 1977 | Leszek Kolakowski                                        | Gesine Schwan                                |
| 1978 | Astrid Lindgren                                          | Hans-Christian Kirsch und Gerold Ummo Becker |
| 1979 | Yehudi Menuhin                                           | Pierre Bertaux                               |
| 1980 | Ernesto Cardenal                                         | Johann Baptist Metz                          |
| 1981 | Lew Kopelew                                              | Marion Gräfin Dönhoff                        |
| 1982 | George F. Kennan                                         | Carl Friedrich von Weizsäcker                |
| 1983 | Manès Sperber (erkrankt, von Alfred Grosser verlesen)    | Siegfried Lenz                               |
| 1984 | Octavio Paz                                              | Richard von Weizsäcker                       |
| 1985 | Teddy Kollek                                             | Manfred Rommel                               |
| 1986 | Władysław Bartoszewski                                   | Hans Maier                                   |
| 1987 | Hans Jonas                                               | Robert Spaemann                              |
| 1988 | Siegfried Lenz                                           | Yohanan Meroz                                |
| 1989 | Václav Havel                                             | André Glucksmann                             |
| 1990 | Karl Dedecius                                            | Heinrich Olschowsky                          |
| 1991 | György Konrád                                            | Jorge Semprún                                |
| 1992 | Amos Oz                                                  | Siegfried Lenz                               |
| 1993 | Friedrich Schorlemmer                                    | Richard von Weizsäcker                       |
| 1994 | Jorge Semprún                                            | Wolf Lepenies                                |
| 1995 | Annemarie Schimmel                                       | Roman Herzog                                 |
| 1996 | Mario Vargas Llosa                                       | Jorge Semprún                                |
| 1997 | Yaşar Kemal                                              | Günter Grass                                 |
| 1998 | Martin Walser                                            | Frank Schirrmacher                           |
| 1999 | Fritz Stern                                              | Bronisław Geremek                            |
| 2000 | Assia Djebar                                             | Barbara Frischmuth                           |
| 2001 | Jürgen Habermas                                          | Jan Philipp Reemtsma                         |
| 2002 | Chinua Achebe                                            | Theodor Berchem                              |
| 2003 | Susan Sontag                                             | Ivan Nagel                                   |
| 2004 | Péter Esterházy                                          | Michael Naumann                              |
| 2005 | Orhan Pamuk                                              | Joachim Sartorius                            |
| 2006 | Wolf Lepenies                                            | Andrei Pleșu                                 |
| 2007 | Saul Friedländer                                         | Wolfgang Frühwald                            |
| 2008 | Anselm Kiefer                                            | Werner Spies                                 |
| 2009 | Claudio Magris                                           | Karl Schlögel                                |
| 2010 | David Grossman                                           | Joachim Gauck                                |
| 2011 | Boualem Sansal                                           | Peter von Matt                               |
| 2012 | Liao Yiwu                                                | Felicitas von Lovenberg                      |
| 2013 | Swetlana Alexijewitsch                                   | Karl Schlögel                                |
| 2014 | Jaron Lanier                                             | Martin Schulz                                |
| 2015 | Navid Kermani                                            | Norbert Miller                               |
| 2016 | Carolin Emcke                                            | Seyla Benhabib                               |
| 2017 | Margaret Atwood                                          | Eva Menasse                                  |